# Єлисаветградська провінція
Єлизаветградська провінція — одна з трьох провінцій Новоросійської губернії у 1765—1782 роках. Була утворена невдовзі після утворення губернії після 1764 року (задокументована вже 1765).
На 1765 рік Єлизаветградська провінція, включала:
- Чорний гусарський полк (16 рот), кінний полк, колишній Хорватів гусарський полк, центр у Новомиргороді,
- Жовтий гусарський полк (16 рот), кінний полк, колишній Пандурський пикинерний (піший) полк, центр у місті Крилів,
- Єлисаветградський пікінерний полк (20 рот), колишній Новослобідський козацький полк, центр у Єлизаветграді
- новопоселяємі слободи православних раскольників з Росії.

На початку російсько-турецької війни, у 1769 році на межі Єлизаветградської провінції і Землі Війська Запорозького утворюється Росією Молдавський гусарський полк у складі 16 рот.
На початок 1775 року у провінції на додачу до 4 полків було 7 державних округ.

## Поділ провінції на повіти 1776 року
- Єлисаветградський повіт — створений з частин Єлисаветградського, Чорного і Жовтого гусарських полків,
- Крюківський повіт (Петриківський повіт), — увійшли шанці Жовтого полку і більша частина рот Єлизаветградського полку; 1783 Крюківський повіт перейменований на Петриківський повіт з повітовим містом Петриківка і пониженням Крюківки до позаштатного міста,
- Катерининський повіт (Ольвіопольський повіт), — увійшли більша частина Молдавського гусарського полку і біля половини шанців Чорного гусарського полку; за наказом від 25 червня 1781 року, Катерининський шанець перейменований на місто Ольвіополь, і відповідно повіт на Ольвіопольський.

1782 року Єлисаветградська провінція була скасована.